# Michael Connelly
Michael Connelly (Filadèlfia (Pennsilvània, 21 de juliol de 1956) és un escriptor estatunidenc de novel·les policíaques. És el creador de la sèrie de novel·les protagonitzades pel detectiu del Departament de Policia de Los Angeles Hieronymus "Harry" Bosch, batejat així pel nom del pintor neerlandès Hieronymus Bosch.

## Biografia
Admirador de l'escriptor Raymond Chandler, va decidir escriure novel·la negra quan començà a llegir les obres de Chandler mentre estudiava a la Universitat de Florida, on es va llicenciar en periodisme al 1980. Treballà com a periodista al Daytona Beach i Fort Lauderdale (Florida). En 1986, un dels seus articles, escrit en col·laboració amb altres dos periodistes, va ser finalista del Premi Pulitzer, la qual cosa li va servir per assolir una feina al Los Angeles Times com a reporter criminal. Després de tres anys treballant pel diari publicà la seva primera novel·la, The Black Echo (L'eco negre), basada en un succés real i protagonitzada per Bosch, amb la qual va guanyar el Premi Edgar en la categoria de Millor primera novel·la, concedit per l'associació d'Escriptors de Misteri d'Amèrica. Anys més tard Connelly en seria president (entre 2003-2004) de l'entitat. Després de la seva quarta obra, L'últim coiot, va abandonar el periodisme per dedicar-se a temps complet a l'escriptura. A més de les novel·les de Bosch, Connelly també ha escrit altres obres, entre les quals s'inclou Deute de sang, que va ser adaptada al cinema en 2002 amb direcció i protagonisme de Clint Eastwood. Des de 2001, resideix a Tampa (Florida) amb la seva família. En 2012 va obtenir el VI Premio RBA de Novel·la Policíaca per The black box, divuitena de les novel·les protagonitzades pel detectiu Harry Bosch, ambientada en els disturbis racials de 1992 a Los Angeles. També ha sortit diverses vegades en la sèrie Castle interpretant-se a ell mateix.

## Obres

### Sèrie de Harry Bosch
1. El ressò negre (The Black Echo, 1992), Edicions B i Roca editorial
2. El gel negre (The Black Ice, 1993), Edicions B i Roca editorial
3. La rossa de formigó (The Concrete Blonde, 1994), Edicions B i Roca editorial
4. L'últim coiot (The Last Coyote, 1995), Edicions B i Roca editorial
5. Passatge al paradís (Trunk Music, 1997), Edicions B i Roca editorial
6. El vol de l'àngel (Angels Flight ,1999), Edicions B
7. Més fosc que la nit (A Darkness More Than Night, 2001), també apareixen Terry McCaleb i Jack McEvoy, Edicions B i Roca editorial
8. Ciutat d'ossos (City of Bones, 2002), Edicions B i Roca editorial
9. Llum perduda (Lost Light, 2003), Edicions B
10. Llits de maldat (The Narrows, 2004), també hi apareixen l'agent del FBI Rachel Walling, Terry McCaleb i Jack McEvoy, Edicions B
11. Últim recurs (The Closers, 2005), Edicions B
12. Echo Park (EchoPark, 2006), també apareix Rachel Walling, Roca editorial
13. L'observatori (The Overlook, 2007), també apareix Rachel Walling, Novel·la per entregues publicada per The New York Times Magazine i després editada com a llibre, Roca editorial
14. Nou dracs (9 Dragons, 2009), també apareix Eleanor Wish, Roca editorial
15. Suïcidi Run: Three Harry Bosch Short Stories (Ebook edition and àudio formats 2011).
16. Angle of Investigation: Three Harry Bosch Short Stories (Ebook edition and àudio formats 2011).
17. Costa avall (The Drop, 2011), RBA Seriï Negra
18. Mulholland Drive: Three Short Stories (Ebook edition and àudio formats 2012).
19. La caixa negra (The Black Box, 2012), RBA Seriï Negra, Premio RBA de Novel·la Policíaca
20. Switchblade: An Original Short Story. (Kindle Edition 2014). Edició exclusiva en i-book per al mercat nord-americà.
21. L'habitació en flames (The Burning Room, 2014), AdN Aliança de Novel·les, maig de 2017.
22. De l'altre costat (The Crossing, 2015), AdN Aliança de Novel·les, octubre de 2016.
23. El costat fosc de l'adéu (The Wrong Side of Goodbye, 2016). AdN Aliança de Novel·les, octubre de 2017.
24. Les dues cares de la veritat (Two Kinds of Truth, 2017), també apareix Mickey Haller. Adn Aliança de Novel·les, maig de 2019.
25. Dark Sacred Night. Llançament en EE.UU. a l'octubre de 2018.
26. The Night Fire. Llançament en EE.UU. a l'octubre de 2019.

### Sèrie de Mickey Haller
1. L'innocent (The Lincoln Lawyer, 2005), Edicions B
2. El veredicte (The Brass Verdict, 2008), també apareixen Harry Bosch i Jack McEvoy, Roca editorial
3. La revocació (The Reversal, 2010), també apareixen Harry Bosch i Rachel Walling, RBA Seriï Negra
4. El cinquè testimoni (The Fifth Witness, 2011), RBA Seriï Negra
5. Els déus de la culpa (The Gods of Guilt, 2013), AdN Aliança de Novel·les, juny de 2018.

### Sèrie de Renée Ballard
1. Sessió nocturna (The Late Show, juliol 2017), publicada per AdN Aliança de Novel·les.

### Sèrie de Jack McEvoy
1. El poeta (The Poet, 1996), també apareix Rachel Walling, Edicions B i Roca editorial
2. La foscor dels somnis (The Scarecrow, 2009), també apareix Rachel Walling, Roca editorial

### Altres obres
- Deute de sang (Blood Work, 1998), protagonitzada per Terry McCaleb, Edicions B i Punt de Lectura
- Lluna funesta (Void Moon, 2000), protagonitzada per Cassie Black, Edicions B i Roca editorial
- Trucada perduda (Chasing the Digues-me, 2002), protagonitzada per Henry Pierce, Edicions B
- The Safe Man: A Short Story (Ebook edition and àudio formats 2012)

### No-ficció
- Crònica de successos (Crime Beat: A Decade of Covering Cops and Killers, 2004), Edicions B, selecció de 43 articles periodístics publicats en South Florida Sun-Sentinel de Fort Lauderdale (entre 1984 i 1987) i Los Angeles Times (entre 1987 i 1992). L'obra està estructurada en tres parts (els policies, els assassins i els casos).

## Pel·lícules basades en els seus llibres
- Deute de sang (Blood Work, 2002), dirigida, produïda i protagonitzada per Clint Eastwood, interpretant el paper de Terry McCaleb.
- L'innocent (The Lincoln Lawyer, 2011), Matthew McConaughey interpreta a Mickey Haller.

## Sèrie de televisió
La cadena AMAZON TV ha emès diverses temporades de la sèrie Harry Bosch titulades "Bosch".

## Personatges habituals de les seves novel·les
- Hieronymus “Harry” Bosch - Detectiu del Departament de Policia de Los Angeles, temporalment retirat i convertit en detectiu privat durant dues novel·les, abans de tornar a la Unitat de Crims Oberts i després a la Unitat Especial d'Homicidis.
- Kizmin 'Kiz' Rider - Companya de Bosch en diverses de les novel·les
- Jerry 'Jed' Edgar - Company de Bosch en diverses novel·les
- Eleanor Wish - Exagente del FBI ex-convicta i exdona de Bosch
- Francis 'Frankie' Sheehan - Company de Bosch en la Divisió de Robatoris i Homicidis
- Terry McCaleb - Antic agent del FBI, protagonista de diverses novel·les
- Rachel Walling - Agent del FBI, i núvia ocasional de Bosch
- Michael 'Mickey' Haller - Germanastre de Harry Bosch, advocat defensor
- Roy Lindell, aka Luke Goshen - Agent del FBI
- Irvin S. Irving - Cap del Departament de Policia de Los Angeles
- Harvey 'Ninety-Eight' Pounds - Ex-supervisor de Bosch
- Jack McEvoy - Periodista criminòleg, germà bessó d'una de les víctimes del Poeta.